# Sevanforel
De sevanforel (Salmo ischchan), een inheemse vis uit het Sevanmeer uit Armenië, is een straalvinnige vissensoort uit de familie van de zalmen (Salmonidae). De wetenschappelijke naam van de soort is voor het eerst geldig gepubliceerd in 1877 door Kessler.
In de jaren '70 werd de Sevanforel uitgezet in het Issyk Koelmeer. Waar deze vis in haar thuismeer een bedreigde diersoort is geworden, is ze in Ysykköl juist uitgegroeid tot een gevaar voor lokale vissoorten.